# Cheilosia caerulescens
Cheilosia caerulescens es una especie de sírfido. Se distribuyen por Europa.